# Orlinda
Orlinda es una ciudad ubicada en el condado de Robertson en el estado estadounidense de Tennessee. En el Censo de 2010 tenía una población de 859 habitantes y una densidad poblacional de 49,49 personas por km².

## Geografía
Orlinda se encuentra ubicada en las coordenadas 36°35′37″N 86°41′59″O / 36.59361, -86.69972. Según la Oficina del Censo de los Estados Unidos, Orlinda tiene una superficie total de 17.36 km², de la cual 17.36 km² corresponden a tierra firme y (0%) 0 km² es agua.

## Demografía
Según el censo de 2010, había 859 personas residiendo en Orlinda. La densidad de población era de 49,49 hab./km². De los 859 habitantes, Orlinda estaba compuesto por el 90.1% blancos, el 5.24% eran afroamericanos, el 0.23% eran amerindios, el 0.47% eran asiáticos, el 0% eran isleños del Pacífico, el 2.44% eran de otras razas y el 1.51% pertenecían a dos o más razas. Del total de la población el 3.38% eran hispanos o latinos de cualquier raza.